# Brand New Day (Sting)
Pour les articles homonymes, voir Brand New Day.
Albums de Sting
Mercury Falling
(1996) All This Time
(2001)
Brand New Day est le sixième album studio du chanteur-compositeur britannique Sting, sorti le 24 septembre 1999 sur disques A & M. Fortement porté par le succès du deuxième single, Desert Rose (qui met en vedette Cheb Mami, le célèbre chanteur de raï algérien) , l'album culmine à la neuvième place du Billboard 200 et se vend à plus de 3,5 millions d'exemplaires aux États-Unis. À sa sortie, Brand New Day est un succès critique et commercial, et salué comme le retour triomphant de Sting. On y retrouve aussi parmi les musiciens invités, James Taylor au chant et à la guitare acoustique sur la chanson Fill Her Up, Stevie Wonder à l'harmonica sur la chanson-titre, ainsi que des vieilles connaissances de Sting : Branford Marsalis à la clarinette et Janice Pendarvis aux chœurs, que l'on avait entendus sur son premier album solo The Dream of the Blue Turtles en 1985 et sur le live Bring on the Night en 1986. Sans oublier la star française du rap, Sté Strausz, sur Perfect Love...Gone Wrong. 
L'album a valu à Sting le Grammy Award du meilleur album vocal pop et son troisième Grammy Award pour la meilleure performance vocale masculine pour Brand New Day. Le producteur habituel de Sting, Hugh Padgham n'a pas été sollicité. La production a donc été confiée à Kipper, dont Sting avait apprécié le travail précédemment réalisé.
La version complète de The End of the Game a été incluse sur le single Brand New Day et les sorties DTS et DVD-Audio de l'album. Le clip de la chanson-titre est une parodie de publicités sur l'eau de Javel et annonce la marque Brand New Day Ultra. Pour la première fois de sa carrière, Sting utilise la guitare synthétiseur Roland sur certaines de ses chansons dont A Thousand Years qui ouvre l'album, il en fait toutefois un usage discret. 

## Liste des titres
Les textes et arrangements sont tous composés par Sting sauf indications contraires.
1. A Thousand Years (Kipper, Sting) – 5:57
2. Desert Rose – 4:45
3. Big Lie, Small World – 5:05
4. After the Rain Has Fallen – 5:03
5. Perfect Love...Gone Wrong – 5:24
6. Tomorrow We'll See – 4:47
7. Prelude to the End of the Game – 0:20
8. Fill Her Up – 5:38
9. Ghost Story – 5:29
10. Brand New Day – 6:19

### Musiciens
- Sting : chant, basse, guitare synthétiseur Roland, claviers
- Dominic Miller : guitares
- Kipper : claviers, programmation
- Jason Rebello : clavinet, piano
- Chris Botti : trompette
- Manu Katché : batterie
- Vinnie Colaiuta : batterie

### Musiciens additionnels
- Cheb Mami : chant sur Desert Rose
- Sté Strausz : rap français sur Perfect love... gone wrong
- Stevie Wonder : harmonica sur Brand new day
- James Taylor : chant et guitare acoustique sur Fill her up8è
- B J Cole : guitare pedal steel
- Branford Marsalis : clarinette
- Dan Blackman : orgue Hammond
- David Hartley : orgue Hammond, arrangements et direction des cordes sur Big Lie, Small World et Tomorrow We'll See
- Farhat Bouallagui : arrangements des cordes sur Desert Rose, directeur et premier violon
- Gavyn Wright : premier violon sur Big Lie, Small World et Tomorrow We'll See
- Moulay Ahmed : violon
- Kouider Berkan : violon
- Salem Bnouni : violon
- Sameh Catalan : violon
- Kathryn Tickell : violon, northumbrian pipes
- Mino Cinelu : percussions
- Ettamri Mustapha : darbouka sur Desert Rose
- Janice Pendarvis, Althea Rodgers, Pamela Quinlan, Marlon Saunders, Veneese Thomas, Darryl Tookes, Ken Williams, Tawatha Agee, Dennis Collins : chœurs